# Aleksander Jan Woyde

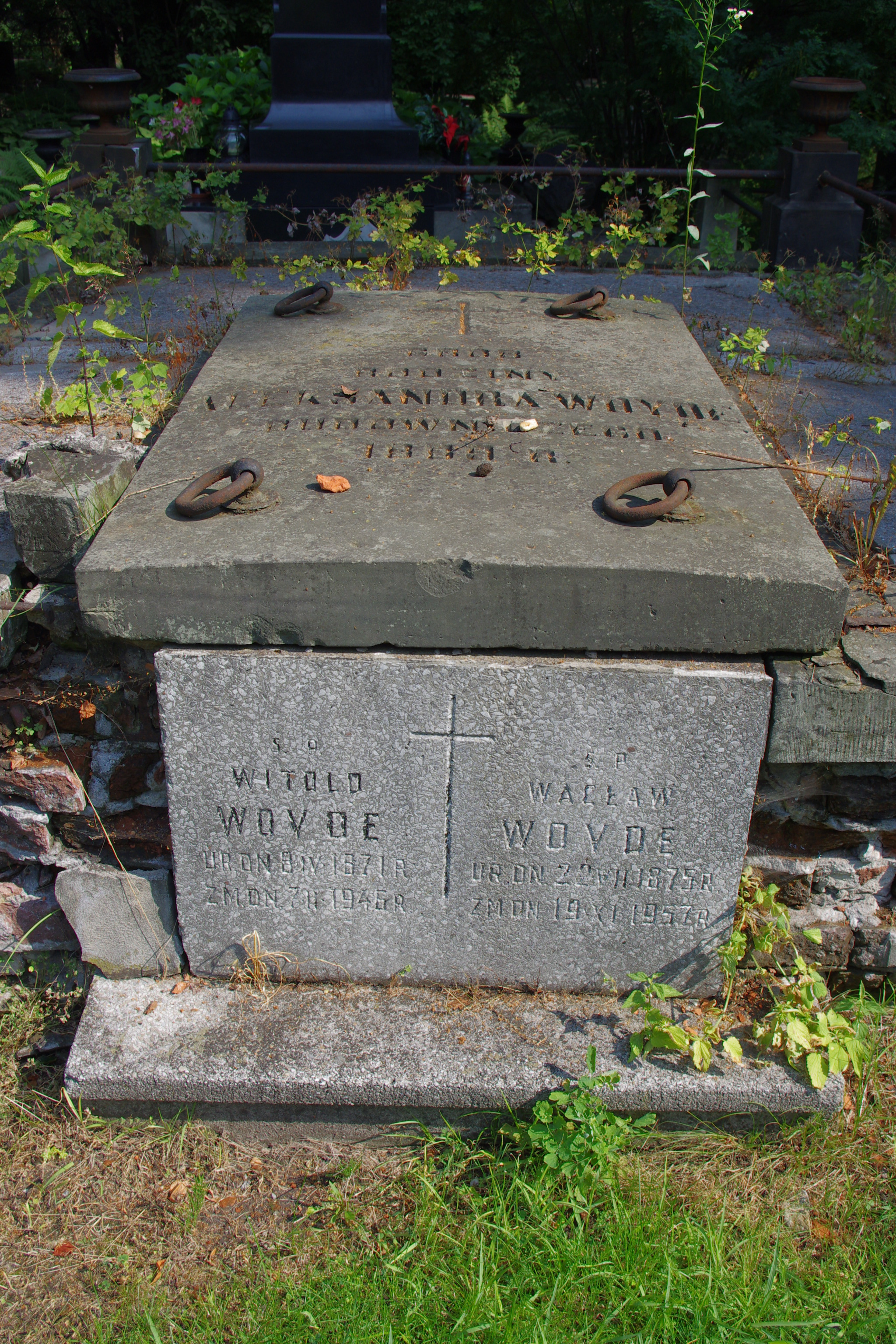
Grób Aleksandra Jana Woyde cmentarzu ewangelicko-reformowanym w Warszawie

Aleksander Jan Woyde (ur. 1834 w Warszawie, zm. 28 października 1889 tamże) – architekt czynny w Warszawie.

## Życiorys
Był najmłodszym synem profesora UW Maurycego Woyde i Celestyny z Labesiusów, kalwinistów, bratem generała Karola Augusta, stryjem Aleksandra. Uczęszczał jak brat do Instytutu Szlacheckiego w Warszawie. Po zakończeniu nauk w instytucie studiował do 1857 r. na Wydziale Architektury warszawskiej Szkoły Sztuk Pięknych, po czym podjął pracę jako aplikant w Radzie Budowniczej ówczesnego odpowiednika Ministerstwa Spraw Wewnętrznych. W wieku lat 43 został mianowany budowniczym powiatu warszawskiego, a trzy lata później, w roku 1870, budowniczym przy rządzie gubernialnym w Warszawie.
Wybudował około 300 budynków w stolicy, m.in. własną kamienicę przy ul. Hożej 32. Większość z nich uległa zniszczeniu w latach 1939 i 1944. Otrzymywał także zamówienia rządowe na restaurację zabytków warszawskich, m.in. odbudował uszkodzony przez pożar pałac Na Wyspie.
Był żonaty z katoliczką Antoniną z Paszkowskich (1847–1925). Pochowany wraz z synami Witoldem (1871–1946) oraz Wacławem (1875–1957), długoletnim członkiem Synodu ewangelicko-reformowanego i badaczem dziejów reformacji w Polsce, na cmentarzu ewangelicko-reformowanym w Warszawie (I,4,22). Obaj synowie byli bezżenni.